# Skeingeborg
Skeingeborg i Verums socken i Hässleholms kommun är en borgruin från tidig medeltid som ligger på Borgön i Skeingesjön i norra Skåne.
Vid de undersökningar som gjorts har man bland annat funnit mynt från senare delen av 1100-talet till mitten av 1200-talet. Biskop Absalon är trolig byggherre. Möjligen revs borgen redan i mitten av 1200-talet. Varför borgen byggdes vet man inte bestämt. En tolkning är att borgen kom till för att markera biskopens maktövertagande i Skåne. Läget vid Helge å, som rinner genom Skeingesjön, kan innebära att platsen använts vid transport av produkter från skogsområdena i norra Skåne: timmer, järn och tjära.
Under århundraden berättades sägner om borgen och ruinens åttakantiga form är tydligt markerad på kartan från 1741. För de antikvariska myndigheterna var dock borgen bortglömd ända fram till 1924 då landsfiskal Fluhr i Vittsjö i ett brev till riksantikvarien berättade om borgen. 1949–1950 grävdes muren fram och restaurerades, en del av rasmassorna lades upp utanför borgen.
På platsen finns resterna efter en åttakantig borg – en av Skånes märkligaste. Det man i dag ser är den ringmur, cirka 2 m hög, som omgav borganläggningen. Ursprungligen har muren varit 4 m hög och möjligen påbyggd med en väktargång av trä. En markering med små svarta stenar i muren markerar den orörda delen av muren. Inuti borgen har funnits byggnader, bland annat ett hus, 16x8 m, med källare.

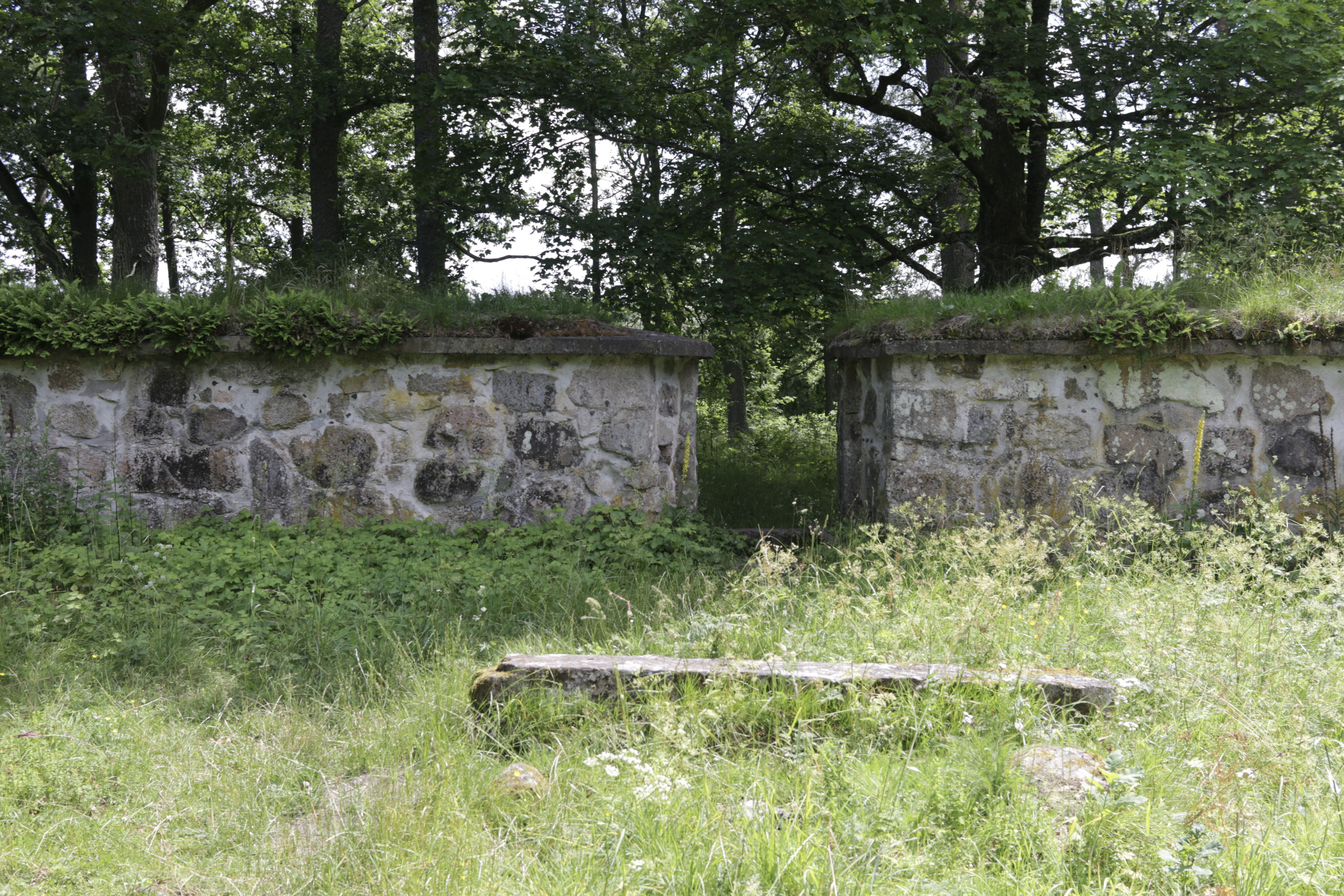
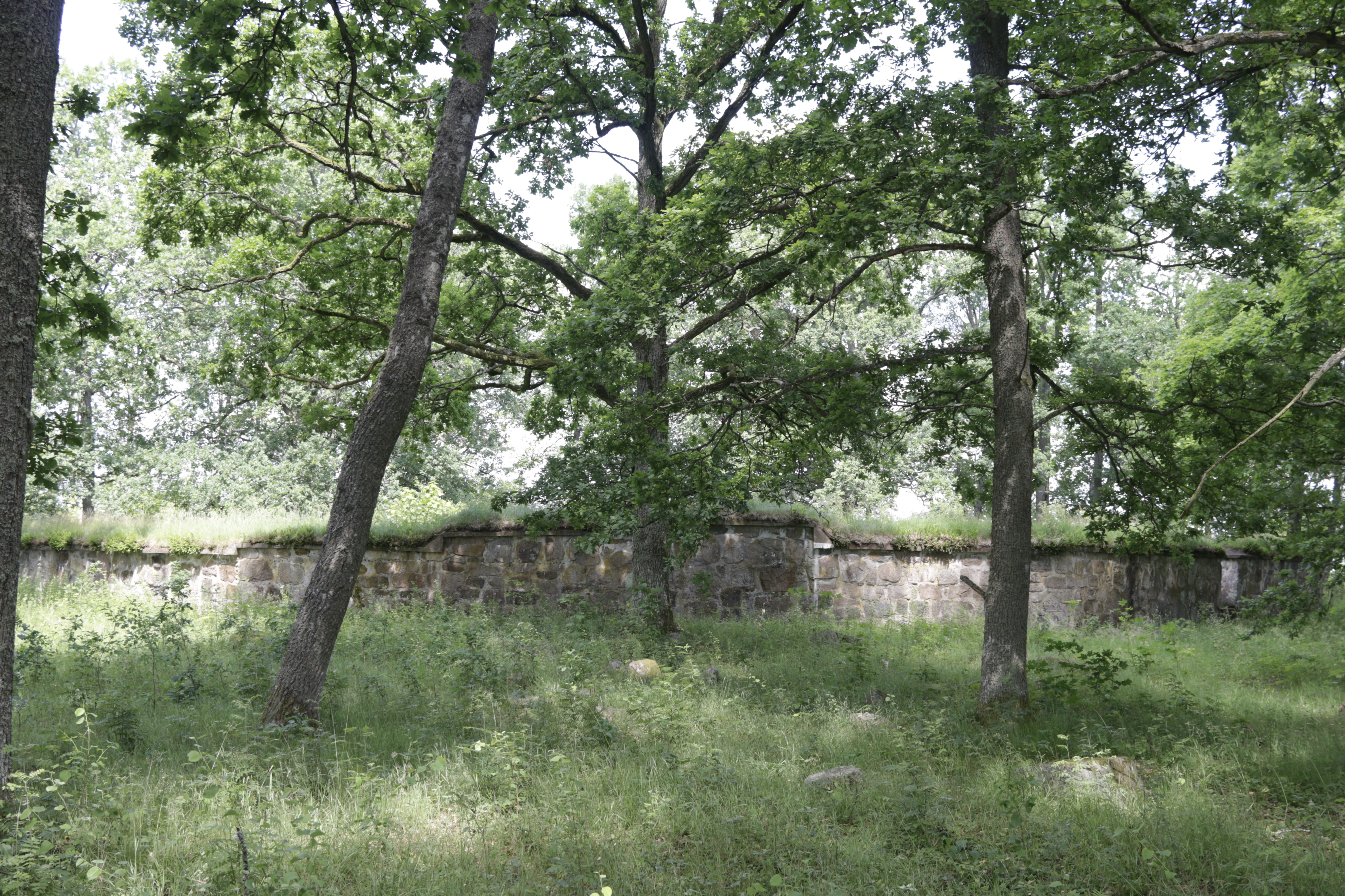
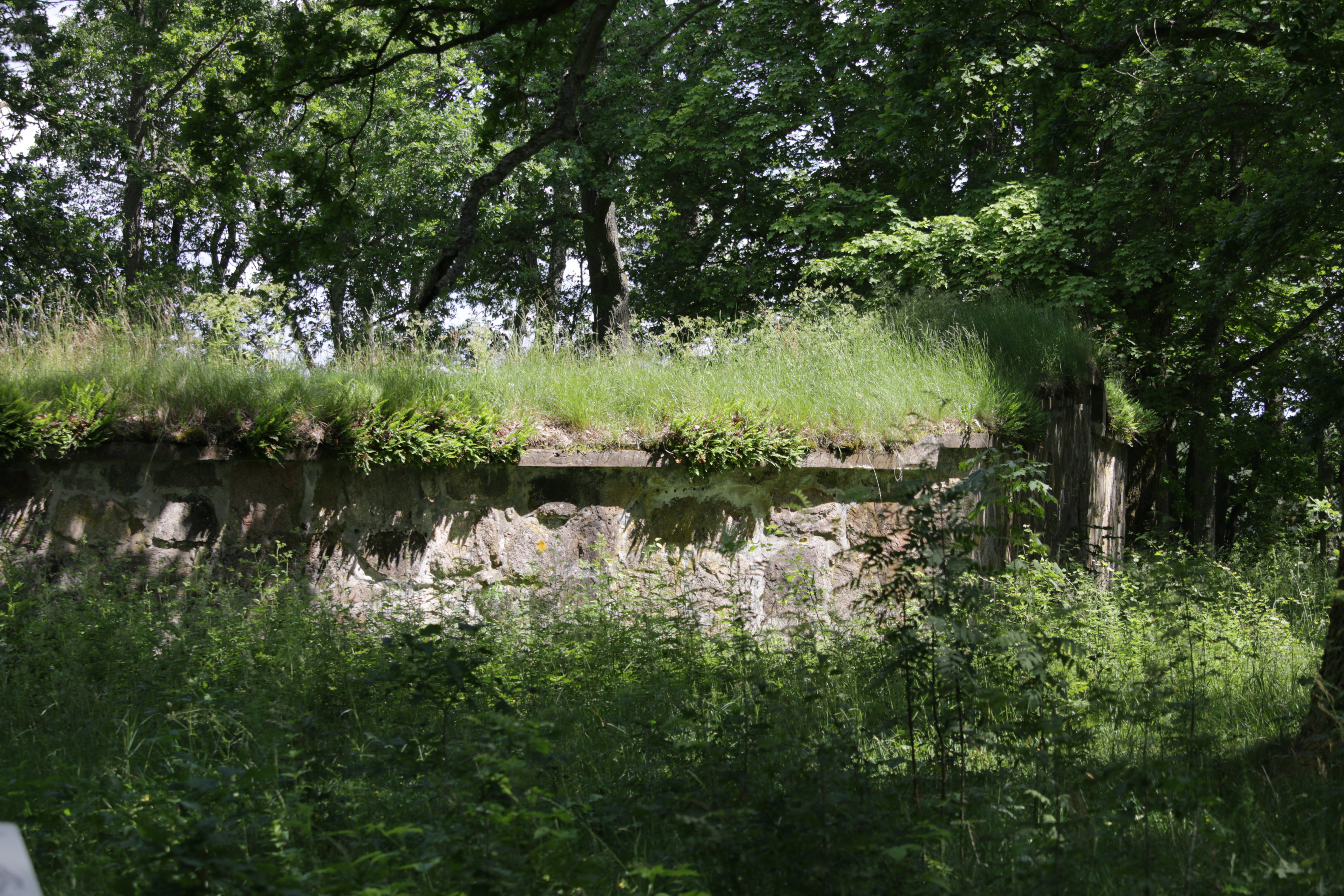